# Mikosszéplak
Mikosszéplak (vyslovováno [mikošséplak]) je vesnice v Maďarsku v župě Vas, spadající pod okres Vasvár. Nachází se asi 12 km jihovýchodně od Vasváru. V roce 2015 zde žilo 305 obyvatel. Dle údajů z roku 2011 tvoří 97,2 % obyvatelstva Maďaři, 3,4 % Romové a 1,2 % Němci, přičemž 1,5 % obyvatel se k národnosti nevyjádřilo.
Sousedními vesnicemi jsou Bérbaltavár, Csehimindszent, Hosszúpereszteg a Zalavég.